# Sacate Village
Sacate Village – jednostka osadnicza w Stanach Zjednoczonych, w stanie Arizona, w hrabstwie Pinal.